# Гібралтар 2011 (шаховий турнір)
Tradewise Gibraltar Chess Festival 2011 — щорічний міжнародний шаховий турнір, який відбувся з 24 січня по 3 лютого 2011 року в Гібралтарі. Головний турнір пройшов у десять турів за швейцарською системою з 25 січня по 3 лютого. На старт турніру вийшли 232 учасники. 
 Переможцем турніру у відкритій категорії став українець Василь Іванчук. У жіночому заліку перемогу здобула шахістка з Грузії Нана Дзагнідзе.

## Регламент турніру

### Розклад змагань
Ігрові дні: 25 січня — 3 лютого
Початок партій 1-9 тур о 15-00, 10 тур об 11-00 за місцевим часом.

### Контроль часу
- 100 хвилин на 40 ходів, 50 хвилин на 20 наступних ходів, 15 хвилин до закінчення партії та додатково 30 секунд на хід починаючи з першого[3].

### Призовий фонд
Загальний призовий фонд фестивалю становив £125 000, призовий фонд головного турніру - £109 100. Переможець у відкритій категорії отримав £17 500. Учасниця, яка посіла найвище місце серед жінок поповнила свій рахунок на £10 000.

## Учасники— фаворити турніру[1]
1. Василь Іванчук ( Україна, 2764)  — 9
2. Майкл Адамс ( Англія, 2723)  — 23
3. Фабіано Каруана ( Італія, 2721)  — 25
4. Франсіско Вальєхо Понс ( Іспанія, 2698)  — 40
5. Віорел Бологан ( Молдова, 2693)  — 44
6. Крішнан Сашікіран ( Індія, 2690)  — 45
7. Олександр Оніщук ( США, 2689)  — 46
8. Лівіу-Дітер Нісіпяну ( Румунія, 2678)  — 59
9. Кіріл Георгієв ( Болгарія, 2669)  — 72
10. Пентала Харікрішна ( Індія, 2667)  — 74
11. Найджел Шорт ( Англія, 2658)  — 89
12. Даніель Фрідман ( Німеччина, 2655)  — 94
13. Михайло Ройз ( Ізраїль, 2649)  — 102
14. Чанда Сандіпан ( Індія, 2641)
15. Ромен Едуар ( Франція, 2634)

## Турнірна таблиця
Підсумкова таблиця турніру
| Місце | Шахіст                 | Країна    | Рейтинг |  | + | = | − | Очки | Перфоменс |
| ----- | ---------------------- | --------- | ------- |  | - | - | - | ---- | --------- |
| 1     | Василь Іванчук         | Україна   | 2764    |  |   |   |   | 9,0  | 2968      |
| 2     | Найджел Шорт           | Англія    | 2658    |  |   |   |   | 8,5  | 2883      |
| 3     | Кайдо Кюлаотс          | Естонія   | 2577    |  |   |   |   | 7,5  | 2750      |
| 4     | Михайло Ройз           | Ізраїль   | 2649    |  |   |   |   | 7,5  | 2743      |
| 5     | Фабіано Каруана        | Італія    | 2721    |  |   |   |   | 7,0  | 2681      |
| 6     | Нана Дзагнідзе         | Грузія    | 2550    |  |   |   |   | 7,0  | 2672      |
| 7     | Гіта Нараянан Гопал    | Індія     | 2597    |  |   |   |   | 7,0  | 2651      |
| 8     | Франсіско Вальєхо Понс | Іспанія   | 2698    |  |   |   |   | 7,0  | 2648      |
| 9     | Пентала Харікрішна     | Індія     | 2667    |  |   |   |   | 7,0  | 2647      |
| 10    | Кіріл Георгієв         | Болгарія  | 2669    |  |   |   |   | 7,0  | 2641      |
| 11    | Пабло Лафуенте         | Аргентина | 2561    |  |   |   |   | 7,0  | 2637      |
| 12    | Лівіу-Дітер Нісіпяну   | Румунія   | 2678    |  |   |   |   | 7,0  | 2629      |
| 13    | Саломе Мелія           | Грузія    | 2449    |  |   |   |   | 7,0  | 2610      |
| 14    | Георгій Качеїшвілі     | Грузія    | 2585    |  |   |   |   | 7,0  | 2608      |
| 15    | Віктор Ердош           | Угорщина  | 2593    |  |   |   |   | 7,0  | 2607      |
| 16    | В'ячеслав Іконніков    | Росія     | 2580    |  |   |   |   | 7,0  | 2598      |
| 17    | Віорел Йордаческу      | Молдова   | 2634    |  |   |   |   | 7,0  | 2538      |
| 18    | Александр Фієр         | Бразилія  | 2571    |  |   |   |   | 7,0  | 2538      |
| 19    | Даніель Фрідман        | Німеччина | 2655    |  |   |   |   | 6,5  | 2695      |
| 20    | Майкл Адамс            | Англія    | 2723    |  |   |   |   | 6,5  | 2665      |